# Edith Guillén Chavarría
Edith Guillén Chavarría (5 març de 1985) és una ciclista costa-riquenya. Del seu palmarès destaquen les dues victòries finals a la Volta a Costa Rica i els campionats en ruta i en contrarellotge.

## Palmarès
- 2009
  - Vencedora d'una etapa a la Volta a Guatemala
- 2011
  - 1a a la Volta a Costa Rica i vencedora de 2 etapes
- 2012
  - 1a a la Volta a Costa Rica i vencedora d'una etapa
- 2013
  - Medalla als Jocs Centreamericans en ruta
  -  Campiona de Costa Rica en ruta
- 2014
  -  Campiona de Costa Rica en contrarellotge